# Maikel (desambigución)
Maikel es un nombre dado masculino. Es una forma de Michael en el Caribe, los Países Bajos, España, y Surinam, probablemente como phonetic aproximación del nombre de inglés. En los Países Bajos, su primer uso no tuvo lugar hasta mediados de los 1950s y su popularidad surgió en 1990. Las personas con este nombre incluyen:
- Maikel Chang (1991-), futbolista cubano
- Maikel Cleto (1989-), pitcher dominicano
- Maikel Furgoneta der Vleuten (1988), jinete neerlandés
- Maikel Furgoneta der Werff (1989-), futbolista neerlandés
- Maikel Hermann (1976-), futbolista español
- Maikel Kieftenbeld (1990-), futbolista neerlandés
- Maikel Mesa (1991-), futbolista español
- Maikel Moreno (1965-), juez venezolano
- Maikel Reyes (1993-), futbolista cubano
- Maikel Scheffers (1982-), jugador de tenis neerlandés